# Frank Deville
Frank Deville (12 agosto 1970) è un ex calciatore lussemburghese, di ruolo centrocampista.
Anche suo figlio Maurice è un calciatore.

## Carriera

### Club
In patria ha sempre giocato in massima serie con varie squadre; in Germania ha giocato nella terza e quarta serie.

### Nazionale
Conta 33 presenze in nazionale, dal 1995 al 2002.